# Diabloceratops
Diabloceratops – rodzaj ceratopsa z rodziny Ceratopsidae żyjącego w późnej kredzie na obecnych terenach Ameryki Północnej. Został formalnie opisany w 2010 roku przez Jamesa Kirklanda i Donalda DeBlieuxa w oparciu o skamieniałości odkryte w górnokredowych osadach formacji Wahweap na południu stanu Utah. Holotypem gatunku typowego, Diabloceratops eatoni, jest tzw. „czaszka z Last Chance” (UMNH VP 16699), obejmująca całą lewą stronę czaszki oraz niektóre fragmenty prawej strony. Wiek osadów, z których ją wydobyto, szacuje się na środkowy kampan, około 79,57 mln lat. D. eatoni był stosunkowo niewielkim przedstawicielem centrozaurów (Centrosaurinae) – długość czaszki od rostrum do kłykci wynosi 62 cm, a od dzioba do końca kryzy około 1 m. Z końca kryzy wyrastały dwa zakrzywione kolce o długości około 0,5 m. D. eatoni miał stosunkowo długie i proste rogi nadoczodołowe (około 25 cm długości), co jest rzadką cechą u centrozaurów – spośród znanych wcześniej przedstawicieli tej grupy opisano je jedynie u albertaceratopsa. Róg nosowy był stosunkowo mały. D. eatoni miał dobrze wykształcone dodatkowe okno przedoczodołowe otoczone kośćmi przedszczękową, szczękową i nosową – cecha obecna również u zuniceratopsa i nielicznych bardziej bazalnych neoceratopsów. Szwy są ze sobą mocno złączone, co dowodzi, że UMNH VP 16699 był dojrzały w chwili śmierci, jednak zakrzywione ku tyłowi koniuszki rogów nadoczodołowych sugerują, że był młodym dorosłym. Kirkland i DeBlieux wyróżnili dziewięć autapomorfii odróżniających D. eatoni od innych znanych przedstawicieli Centrosaurinae. W 1998 roku w formacji Wahweap odkryto również czaszkę większego centrozauryna, tzw. „czaszkę z Nipple Butte” (UMNH VP 16704), należącą prawdopodobnie do osobnika bardziej dojrzałego, niż holotyp D. eatoni. Różnice pomiędzy nimi sugerują, że oba te dinozaury prawdopodobnie należały do różnych gatunków, jednak podobieństwa wskazują, iż mogą reprezentować ten sam rodzaj, dlatego Kirkland i DeBlieux wstępnie przypisali „czaszkę z Nipple Butte” do rodzaju Diabloceratops.
Wstępna analiza filogenetyczna przeprowadzona przez autorów w 2006 roku sugeruje, że Diabloceratops jest taksonem siostrzanym albertaceratopsa i bardziej zaawansowanych centrozaurów – na jego bazalną pozycję wewnątrz Centrosaurinae wskazują również niektóre cechy morfologiczne, którymi bardziej przypominał przedstawicieli Ceratopsinae.
Nazwa Diabloceratops pochodzi od hiszpańskiego słowa diablo („diabeł”) oraz zlatynizowanego greckiego słowa ceratops („rogata twarz”) i odnosi się do długich kolców wyrastających z tyłu kryzy. Nazwa gatunkowa gatunku typowego, eatoni, honoruje paleontologa Jeffery'ego Eatona, który badał faunę kredowych kręgowców z południowego Utah.